# Antepronotum
Antepronotum (l. mn. antepronota) – element szkieletu muchówek, wchodzący w skład grzbietowej części tułowia.
Antepronotum powstaje u muchówek w wyniku podziału przedplecza. Jest pierwszą płytką grzbietową przedtułowia. Widoczne jest z boku w postaci opatrzonego szczecinkami płatka zlokalizowanego nad proepisternum